# Alf Sjöberg
Sven Erik Alf Sjöberg (21. června 1903 Stockholm – 17. dubna 1980 Stockholm) byl švédský filmový, televizní a divadelní režisér a také herec. Dvakrát získal hlavní cenu na filmovém festivalu v Cannes, roku 1946 za snímek Hets (Štvanice) a roku 1951 za film Fröken Julie podle předlohy Augusta Strindberga. Za film Ön mu byl v roce 1966 udělen Zlatohlávek pro nejlepšího režiséra. Padesát let byl režisérem Královského dramatického divadla ve Stockholmu, působil také v rozhlase. Jeho žákem byl Ingmar Bergman, autor scénáře k filmu Štvanice. Věnoval se rovněž scénografii. Inscenoval hry Williama Shakespeara i moderních dramatiků jako Bertolt Brecht nebo Stig Dagerman, byl zastáncem sociálně angažovaného umění. Jeho manželkou byla herečka Märta Ekströmová. Za svou tvorbu získal ceny Litteris et Artibus a Guldskeppet. Zemřel na následky autohavárie.